# Hayley Williams
Hayley Nichole Williams (sinh ngày 27 tháng 12 năm 1988 tại Meridian, Mississippi) là một ca sĩ, nhạc sĩ người Mỹ. Cô là ca sĩ chính trong ban nhạc rock Paramore.

## Tiểu sử

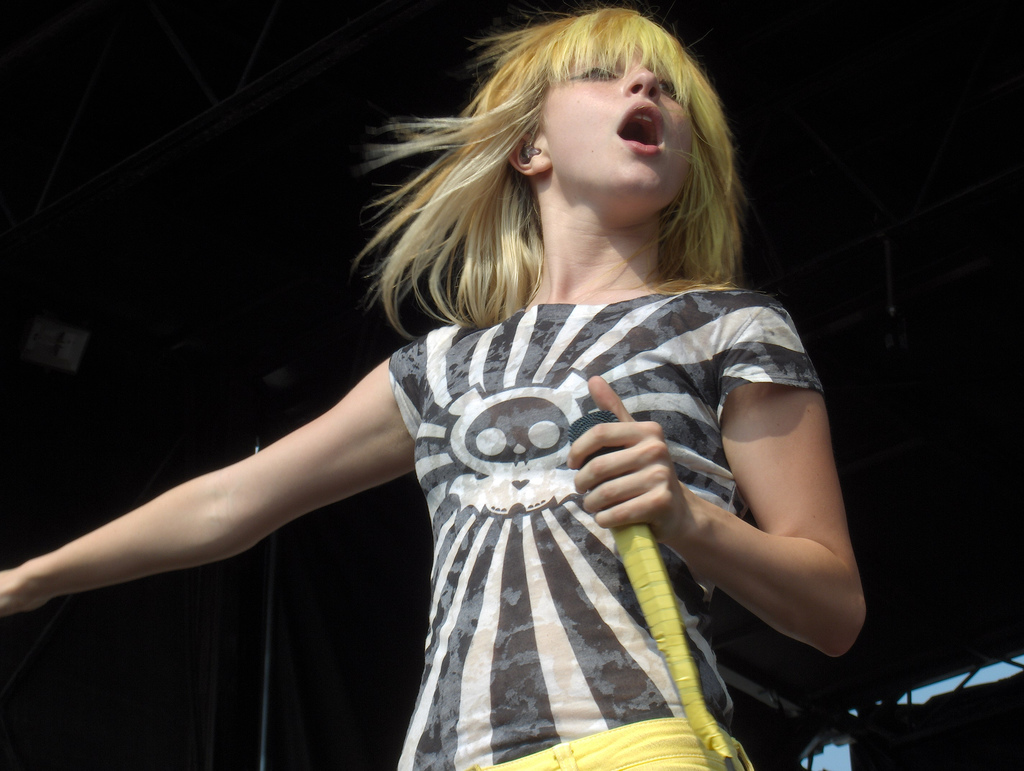
Williams biểu diễn trên Warped Tour 2007

Năm 2002, khi 14 tuổi, Hayley chuyển đến Franklin, Tennessee nơi cô gặp những thành viên trong ban nhạc Josh và Zac Farro ở trường học. Không lâu sau khi đến, cô bắt đầu tập thanh nhạc với Brett Manning. Trong khi còn đang đi học, cô đã thử tham gia một ban nhạc funk của địa phương có tên The Factory, nơi cô gặp Jeremy Davis. Sau khi The Factory tan rã, Hayley và Jeremy bắt đầu sáng tác ca khúc với anh em Farro và trở thành Paramore. Năm 2005, John Janick, người sáng lập hãng đĩa Fueled by Ramen, ký một hợp đồng với họ. Bình luận về sự kiện này, Hayley nói, "Fueled By Ramen đã khiến chúng tôi ngạc nhiên. Rất nhiều đứa trẻ đã bắt đầu kiểm tra chúng tôi vì tên của chúng tôi nằm trong danh sách của chúng. Đó giống như một gia đình lớn; chúng tôi chia sẻ một lượng fan rất lớn." Cô cũng là khách mời trong ca khúc 'Then Came to Kill' của the Chariot, 'Keep Dreaming Uspide Down' của October Fall, 'Fallen' của Death in the Park, 'Tangled Up' của New Found Glory, 'The Church Channel' và 'Plea' của Say Anything, và xuất hiện trong video 'Kiss Me' của New Found Glory. Cũng theo bình chọn của độc giả tạp chí Kerrang! năm 2008, cô đứng thứ hai trong hạng mục nữ nghệ sĩ hấp dẫn nhất. Cô cũng đoạt danh hiệu nữ nghệ sĩ hấp dẫn nhất trong cuộc bình chọn của độc giả tạp chí Kerrang! năm 2009, và nữ nghệ sĩ hấp dẫn nhất tại giải thưởng NME 2009.

## Paramore

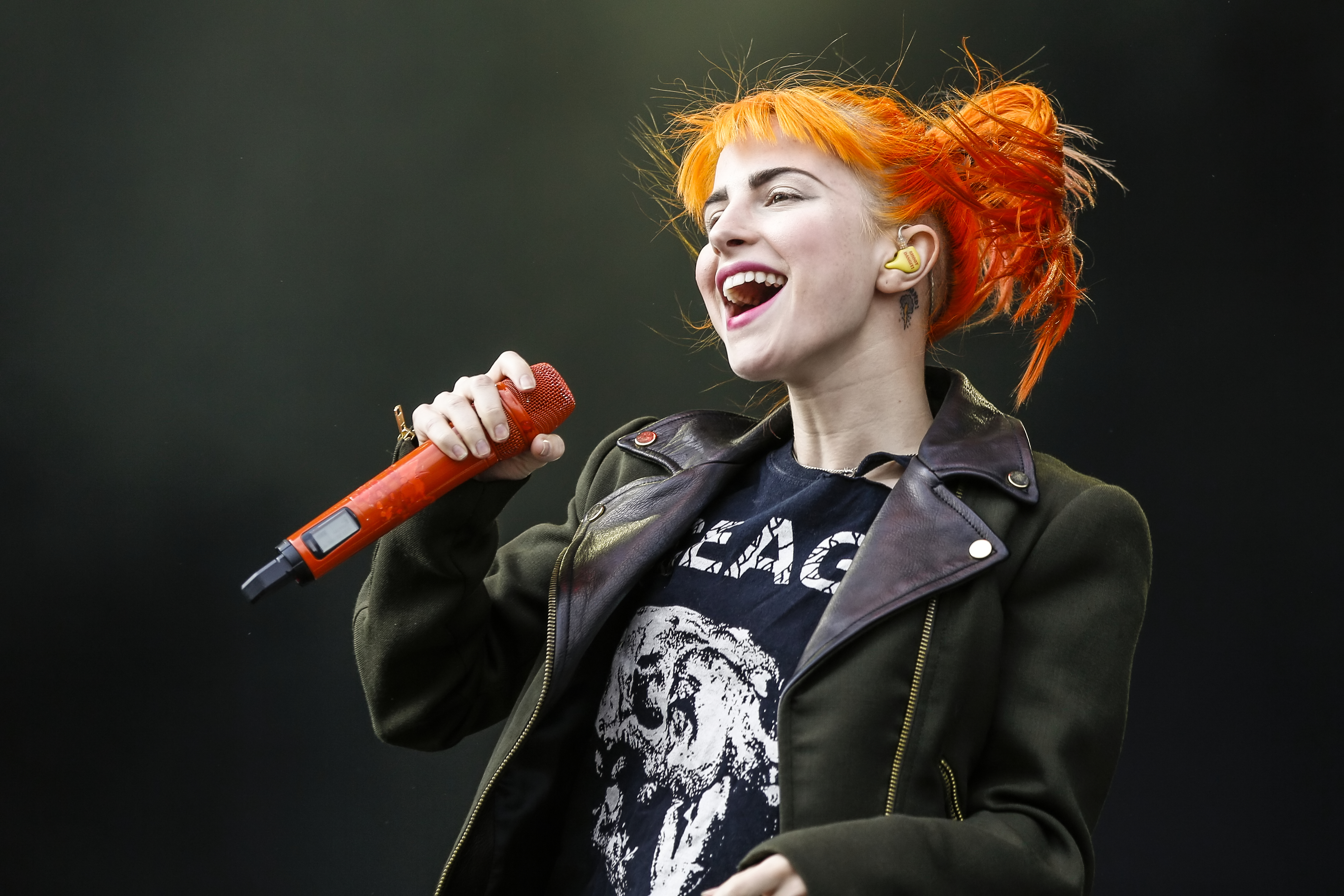
Williams biểu diễn tại Rock im Park ở Nieders, Đức, vào năm 2013

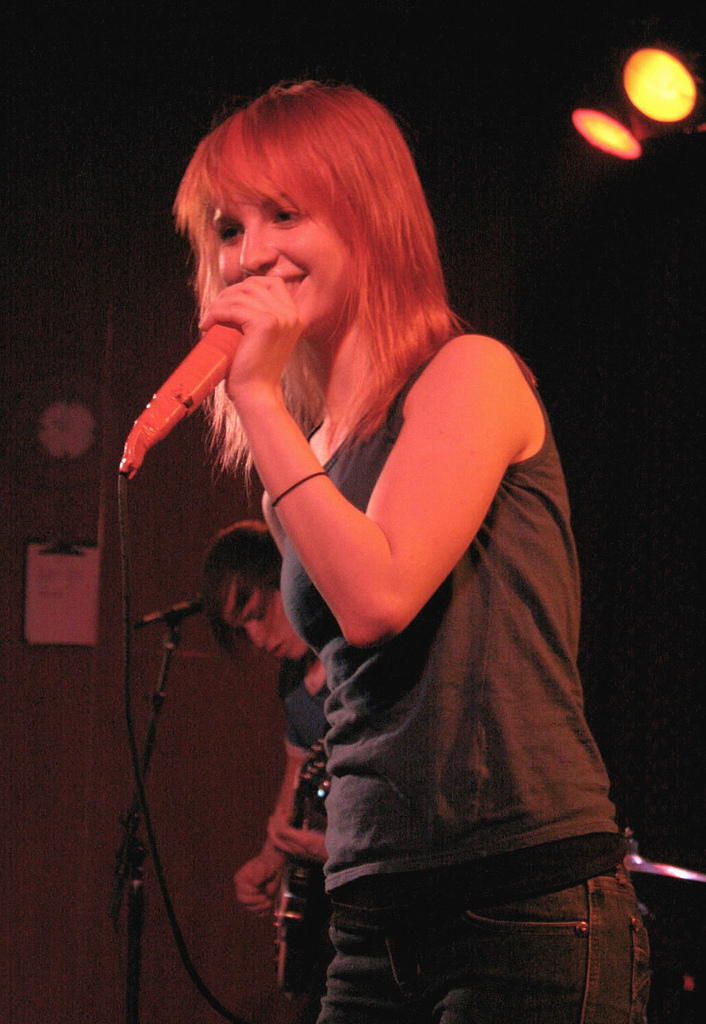
Hayley Williams năm 2007

Paramore được thành lập tại Franklin, Tennessee năm 2004. gồm có Hayley Williams (hát chính/keyboard), Josh Farro (guitar chính/ hát đệm), Taylor York (guitar rhythm), Jeremy Davis (guitar bass), và Zac Farro (trống). Taylor York chơi guitar rhythm khi ban nhạc đi lưu diễn. Trước khi Paramore hình thành, however, Trước khi tham gia Paramore, Williams và tay bass Jeremy Davis tham gia vào một ban nhạc funk có tên gọi The Factory, trong khi anh em Farro luyện tập cùng nhau sau giờ học. Những thành viên khác sớm trở thành Paramore, đã "khó chịu về những thứ toàn phụ nữ" khi Williams tham gia với vai trò giọng ca chính, nhưng bởi vì họ thực sự là những người bạn tốt, cô bắt đầu sáng tác cho họ và thậm chí đã trở thành một thành viên. Ban nhạc đã phát hành 2 album, All We Know Is Falling và Riot!. Họ cũng phát hành một album từ một trong những tour lưu diễn của họ. Album đó có tên The Final Riot!.

## Đời tư
Cô là bạn của gia đình Cyrus, cô đã lớn lên cùng với họ.

## Đĩa nhạc

### Hợp tác
| Năm  | Đĩa đơn                                           | Vị trí bảng xếp hạng cao nhất | Vị trí bảng xếp hạng cao nhất | Vị trí bảng xếp hạng cao nhất | Vị trí bảng xếp hạng cao nhất | Vị trí bảng xếp hạng cao nhất | Vị trí bảng xếp hạng cao nhất | Vị trí bảng xếp hạng cao nhất | Vị trí bảng xếp hạng cao nhất | Vị trí bảng xếp hạng cao nhất | Vị trí bảng xếp hạng cao nhất | Chứng nhận                                                             | Album                                       |
| Năm  | Đĩa đơn                                           | Mỹ                            | Úc                            | Áo                            | Canada                        | Đức                           | Ireland                       | New Zealand                   | Thụy Điển                     | Thụy Sĩ                       | Anh                           | Chứng nhận                                                             | Album                                       |
| ---- | ------------------------------------------------- | ----------------------------- | ----------------------------- | ----------------------------- | ----------------------------- | ----------------------------- | ----------------------------- | ----------------------------- | ----------------------------- | ----------------------------- | ----------------------------- | ---------------------------------------------------------------------- | ------------------------------------------- |
| 2010 | "Airplanes" (B.o.B featuring Hayley Williams)     | 2                             | 2                             | 2                             | 2                             | 8                             | 2                             | 1                             | 10                            | 5                             | 1                             | - US: 4× Platinum - AUS: 3× Platinum - CAN: 2× Platinum - NZ: Platinum | B.o.B Presents: The Adventures of Bobby Ray |
| 2013 | "Stay the Night" (Zedd featuring Hayley Williams) | 18                            | 11                            | 20                            | 22                            | 15                            | 8                             | 20                            | 47                            | 56                            | 2                             | - AUS: Platinum                                                        | Clarity                                     |

## Giải thưởng và đề cử
| Năm  | Giải thưởng                   | Hạng mục                           | Cộng tác                                                     | Kết quả   |
| ---- | ----------------------------- | ---------------------------------- | ------------------------------------------------------------ | --------- |
| 2007 | Kerrang Readers' Poll 2007    | Sexiest Female Front Singer        | Chính mình                                                   | Đề cử     |
| 2008 | Kerrang Readers' Poll 2008    | Sexiest Female Front Singer        | Chính mình                                                   | Đoạt giải |
| 2008 | Los Premios MTV Latinoamérica | Premio Fashionista 2008            | Chính mình                                                   | Đề cử     |
| 2009 | Los Premios MTV Latinoamérica | Premio Fashionista 2009            | Chính mình                                                   | Đoạt giải |
| 2009 | Shockwaves NME Awards 2009    | Sexiest Female                     | Chính mình                                                   | Đoạt giải |
| 2009 | Kerrang Readers' Poll 2009    | Sexiest Female                     | Chính mình                                                   | Đoạt giải |
| 2010 | 2010 MTV Video Music Awards   | Video of the Year                  | "Airplanes" – B.o.B (có sự tham gia của Hayley Williams)     | Đề cử     |
| 2010 | 2010 MTV Video Music Awards   | Best Male Video                    | "Airplanes" – B.o.B (có sự tham gia của Hayley Williams)     | Đề cử     |
| 2010 | 2010 MTV Video Music Awards   | Best Hip-Hop Video                 | "Airplanes" – B.o.B (có sự tham gia của Hayley Williams)     | Đề cử     |
| 2010 | 2010 MTV Video Music Awards   | Best Collaboration                 | "Airplanes" – B.o.B (có sự tham gia của Hayley Williams)     | Đề cử     |
| 2011 | 37th People's Choice Awards   | Favorite Song                      | "Airplanes" – B.o.B (có sự tham gia của Hayley Williams)     | Đề cử     |
| 2011 | BET Awards 2011               | Video of the Year                  | "Airplanes" – B.o.B (có sự tham gia của Hayley Williams)     | Đề cử     |
| 2011 | BET Awards 2011               | Best Collaboration                 | "Airplanes" – B.o.B (có sự tham gia của Hayley Williams)     | Đề cử     |
| 2011 | Giải Grammy lần thứ 53        | Best Pop Collaboration With Vocals | "Airplanes, Part II" – B.o.B (cùng Eminem & Hayley Williams) | Đề cử     |